# Robert de La Vieuville
Pour les articles homonymes, voir La Vieuville (homonymie).
 (septembre 2018).
 (septembre 2018).
 (avril 2011).
Robert de la Vieuville est un noble et un homme politique de l'Ancien Régime.

## Biographie
Le 6 mai 1569; il est guidon à la compagnie de son oncle Adolphe de Lyons d'Espaulx.
Le 13 janvier 1573, il est gentilhomme de la chambre du roi Henri III de Navarre, futur Henri IV. Cette charge est réservée à un noble préposé aux offices intérieurs des services et des dépenses. La Vieuville arrive à la Cour quelques mois après le mariage du futur Henri IV, ( le 18 août 1572). Ce mariage sera suivi cinq jours plus tard par le massacre de la Saint Barthélémy, qui fit trois mille morts dans Paris.
Du 27 janvier 1574 au 19 février 1605, Charles IX l'ayant nommé lieutenant général en pays de Rethelois, il eut à combattre le maréchal de Saint-Pol qui ravageait le pays pour le compte la Ligue. Il fut obligé de lui céder Rethel, prise de vive force en 1589. Puis ils se combattirent autour du château de Sy. Le marquis avait trois compagnies à pied et deux d'arquebusiers à cheval, Saint-Pol avait huit canons, 1 200 cavaliers et 6 000 hommes à pied. Le siège de douze jours laissa les deux partis exsangues et le pays ruiné. Aucun parti ne recevant de renfort, le marquis se rendit, en promettant de ne pas fortifier son château et de rester neutre. Le maréchal de Saint-Pol retourna à Reims en août.
Du 7 mars 1577 au 10 décembre 1601, il est capitaine de Gendarmerie.
Du 22 avril 1580 au 31 janvier 1600, il est ambassadeur en Allemagne, et conseiller d'État.
Le 30 mars 1605, il est nommé lieutenant de fauconnerie.
De mars 1608 au 30 décembre 1609, il est nommé grand fauconnier de France, succèdant à Charles II de Cossé.
Le 2 janvier 1599, il est chevalier des Ordres du Roi quand il est reçu dans l’Ordre du Saint-Esprit.
Le Docteur A. Lapierre écrit de lui : « C'était un ambitieux ; il sut profiter de sa situation officielle pour assurer sa fortune et flatter les partis adverses, pour arriver à ses fins. On le vit tour à tour l'ami des ligueurs et des royaux ».
Une étude plus détaillée lui a été consacrée par Laurent Bourquin dans son article « Comprendre une prise de parti au temps des guerres de Religion : la biographie de Robert de La Vieuville », Histoires de vies, Association des historiens modernistes, actes du colloque de 1994, Paris, 1996, p. 15-37

## Titres
Il est Marquis de Sy, terre qui fut élevée au rang de marquisat, Baron de Rugles, Vicomte de Farbus, Seigneur de Chailvet, Villemontry, Lumes, Mambrecourt (Diocèse de Laon), Pavant, la Ferté, Romery, Givaudeau (commune de Bayonville, Ardennes) et Wautrincourt (Ville de Saint-Laurent, Ardennes), Vougrey (Aube).
En 1576, il est Seigneur du fief de Plume-Oison, dépendant d'Assis-sur-Serre (Aisne), acquise auprès du duc de Nevers, Louis de Gonzague. Et en 1598, Robert de la Vieuville achète la seigneurie d'Arzillières au duc Henri de Mayenne, branche cadette des ducs de Guise, achat probablement facilité par sa qualité d héritier de Madeleine de Grandpré.

## Mariages et descendance

### Premier mariage
- Robert de la Vieuville (Chailvet † 1612), épouse Guillemette de Bossut-Longueval. De leur union est née :
  - Henriette
  épouse d'Antoine de Joyeuse (1565-1611).

Guillemette de Bossut-Longueval était la quatrième et dernière enfant de Anne de Linange, Comtesse de Dampierre (morte en 1560) et de Claude de Bossut, Baron de Bazoches, Seigneur de Longueval, gouverneur de Reims, Capitaine d'une compagnie de 50 hommes d'armes des ordonnances du Roi, bailli du Vermandois (1530), maître d'hôtel du Roi (François I), ambassadeur en Suisse en 1536, Gouverneur de Stenay (1541), Lieutenant du Roi à Luxembourg (1543), lieutenant du Roi au gouvernement de Champagne et Brie (1544). Claude de Bossut présenta le dénombrement de château de Marchais le 17 décembre 1547, château construit par son grand-père Nicolas de Bossut, aujourd'hui propriété des Grimaldi.
Armes : Famille de Bossut, alias Boussu, (Liège) D'or au double trêcheur fleuronné et contre-fleuronné de sinople, au sautoir de gueules et brochant sur le tout du tout.

### Second mariage
- En 1581, Robert de la Vieuville épouse en second mariage Catherine d'O. De leur union sont nés :
  - Charles de La Vieuville 
 Surintendant des Finances cf article qui lui est consacré.

Blason de la maison d’O d’hermine au chef endenché de gueules

Catherine d'O de Vérigny (née en 1555, morte avant le 6 juin 1611), veuve de Michel de Poisieu, ( mort le 13/4/1580), chevalier de l'ordre du Roi et gentilhomme ordinaire de sa chambre. Seigneur de Pavant (Aisne), du dernier quart de Bucy-les-Pierrepont (Aisne) de Condé sur Aisne, de Lor (Arrondissement de Laon)  de Rugles, de Vérigny (près de Chartres) etc., donna en 1567 et 1569 quittances de ses gages de lieutenant en la compagnie de 50 lances du Roi sous la charge de Pierre de La Vieuville. Ils eurent une fille unique : Dyane Renée de Poisieu, (morte le 26 août 1631), qui épousera le 25 juillet 1594 René du Plessis-Chastillon (mort au mois de mai 1629).
Catherine d'O. était la fille ainée de Charles II d'O, Seigneur de Vérigny, chevalier de l'Ordre du roi et de Jacqueline de Girard de Bazoches, dame de Frazé (Eure-et-Loir) et surtout cousine germaine de François d'O, surintendant des finances et favori de Henri III.
Robert de La Vieuville serait inhumé, avec sa deuxième épouse, dans l'église de Royaucourt et Chailvet avec trois de ses enfants morts en bas âge (Pierre, Bastien, et Louise). Cela n'apparaît pas dans les registres paroissiaux, tenus seulement à partir de 1667. (Ne figurent pas dans ces registres les personnes décédées avant 1683).